# Vera Storozjeva
Vera Storozjeva (russisk: Ве́ра Миха́йловна Сто́рожева) (født 7. september 1958 i Troitsk i Sovjetunionen) er en russisk filminstruktør og manuskriptforfatter.

## Filmografi
- Frantsuz (Француз, 2004)[2][3]
- Putesjestvije s domasjnimi zjivotnymi (Путешествие с домашними животными, 2007)
- Moj paren - angel (Мой парень — ангел, 2011)